# Synagogue de Bad Nauheim

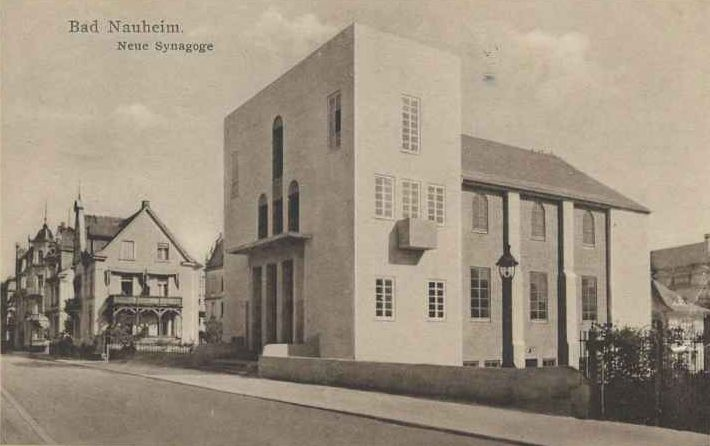
La synagogue en 1929

La synagogue de Bad Nauheim, inaugurée en 1929 à l'intersection de la Karlstraße et de la  Alicestraße, remplace une ancienne synagogue située 20 Burgstraße, devenue trop petite pour accueillir les fidèles de la communauté ainsi que les nombreux curistes juifs.
Lors de la nuit de Cristal en novembre 1938, la synagogue a été pillée et vandalisée. Utilisée pendant la Seconde Guerre mondiale comme entrepôt, elle est redevenue après-guerre la synagogue de la communauté juive renaissante.
Bad Nauheim est une ville thermale allemande dans le Land de Hesse, district de Darmstadt, arrondissement de Wetterau. Située sur la rivière Usa, au pied du Johannisberg, elle compte actuellement un peu moins de 35 000 habitants.
Nauheim se voit accordé officiellement le droit de cité en 1854 et reçoit le titre Bad à rajouter à son nom en 1869.

## Histoire de la communauté juive

### Les débuts de la communauté
Des familles juives vivent déjà à Nauheim au Moyen Âge. Une communauté juive a pu exister dès 1303, mais les sources ne sont pas sûres. Il n'existe des preuves fiables qu'à partir de 1464. À cette époque, le margrave Albrecht Achille de Brandebourg réclame le dritte Pfennig (troisième pfennig) et le Opferpfennig (pfennig sacrificiel) en or aux Juifs de Nauheim. La communauté juive de Nauheim se compose alors de deux à trois familles. En 1485, le comte Philippe II de Hanau-Lichtenberg défendit un juif de Nauheim capturé par le landgrave de Hesse. Un certain nombre de Juifs vivent également à Nauheim dans la première moitié du XVIe siècle.
Depuis le XVIIIe siècle, des familles juives s'installent à nouveau à Nauheim: 16 résidents juifs en 1710;  une famille juive en 1734, soit un total de 7 personnes ; 21 résidents juifs en 1754. Leur nombre reste initialement faible jusqu'à la seconde moitié du XIXe siècle: en 1827 : 7 familles juives; en 1835: 23 personnes; en  1861: 26 personnes. Mais avec l'essor de Bau Nauheim en tant que ville depuis 1854 et centre thermal de renommée mondiale depuis la fin du XIXe siècle, le nombre d'habitants juifs augmente fortement: en 1900/1905: 119 personnes; en 1910: 164. Une communauté juive indépendante est fondée vers 1830 avec la création de sa propre salle de prière. Le premier responsable de la communauté jusqu'en 1833 est Samuel Rosenthal. Les Juifs de Nauheim gagnent initialement leur vie comme négociants de bétail et bouchers. En 1828, on les considère encore comme des pauvres.

### Les curistes juifs

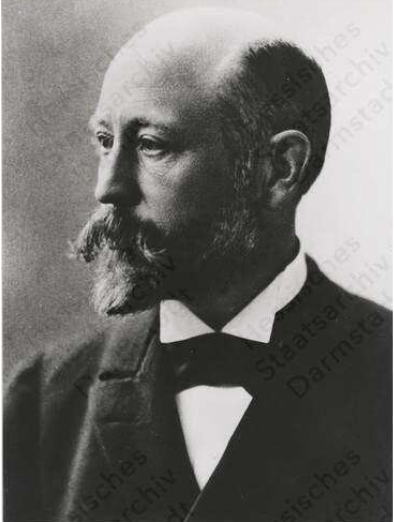
Le professeur Isidor Groedel

Au fur et à mesure que Nauheim devient au cours du XIXe siècle une station balnéaire de renommée mondiale, des curistes juifs de toute la région se rendent bientôt à Bad Nauheim pendant les mois d'été. En outre, de plus en plus de médecins juifs, de personnel soignant et d'employés du secteur de la restauration s'installent dans la ville. Vers 1890, parmi les médecins juifs se trouvent le Dr. August Schott, le professeur Theodor Schott, le Dr. Sigurd Benjamin Gräupner et le conseiller médical privé le professeur Dr. Isidor Groedel (1850-1921), médecin personnel de la dernière impératrice allemande. En 1876, une association de soutien aux pauvres ayant besoin d'une cure thermale est fondée. Les statuts sont rédigés, entre autres, par le médecin Dr. August Schott et sont signés par le Dr. Isidor Groedel. Vers 1880, on recense chaque année environ 1 000 curistes juifs, dont la majorité sont strictement orthodoxes. Des patients venus de Roumanie, de Russie et même d'Egypte ont été enregistrés. Certains d'entre eux décèdent pendant leur cure et sont alors enterrés dans les cimetières juifs de Bad Nauheim.

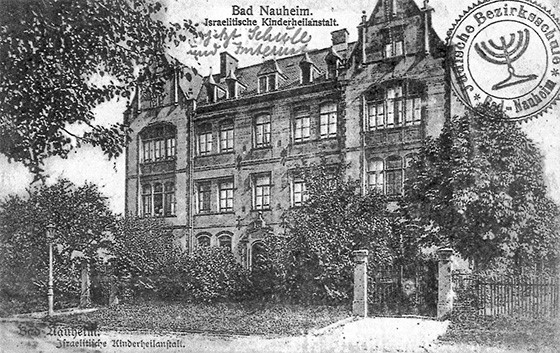
Sanatorium pour les enfants juifs

Depuis le milieu du XIXe siècle, diverses installations thermales et maisons thermales juives sont construites. Les plus célèbres des décennies suivantes sont: 
- Le Foyer des hommes israélites, situé 58 Frankfurter Strasse, fondé en tant qu'association propre en 1875 et possédant en 1925 environ 30 places. Destiné aux cures thermales, notamment pour les patients cardiaques, ouvert du 1er mai au 1er octobre. En 1925 le président est S. Salomon et le docteur en charge le Dr. Mai.
- Le Foyer des femmes israélites, situé 65 Frankfurter Strasse, fondé en tant qu'association propre en 1902 et possédant en 1925 environ 40 places. Destiné aux cures thermales, notamment pour les patientes cardiaques, ouvert du 1er mai au 1er octobre. En 1925 le président est Moses Michael Mayence, le médecin responsable le Dr. Herz, et l'infirmière responsable, Mme Rebekka Lehmann.
- Le sanatorium pour enfants israélites, situé 103 Frankfurter Strasse, fondé en 1925 avec environ 70 places pour garçons et filles de 4 à 15 ans. Destiné aux cures thermales pour malades cardiaques et cures allongées, ouvert du 1er mai au 1er octobre. En 1925 son président est Michael Moses, le médecin responsable le Dr. Hirsch et l'infirmière responsable Mme Hélène Kopp.

Ces institutions ont été pour la plupart fondées par des Juifs de Francfort, dont la baronne Edmund von Rothschild. Au début des années 1930, une cinquantaine de médecins et dentistes juifs exercent à Bad Nauheim. Il y a au total 17 hôtels et pensions juifs dans la ville.

### L'essor de la communauté
La communauté juive de Bad Nauheim, qui comprend depuis 1875, les résidents juifs de Steinfurth, village situé à 5 km au nord de Bad Nauheim et maintenant intégré à Bad Nauheim, dispose d'installations telles qu'une synagogue, une école religieuse, un mikvé (bain rituel) et un cimetière. Un enseignant est employé pour s'occuper des tâches religieuses de la communauté, et fait également office de hazan (chef de prière et chantre) ainsi que de shochet (abatteur rituel). La communauté est initialement rattachée au rabbinat de Hanau, et depuis 1869 au rabbinat provincial de Gießen, et enfin au rabbinat provincial orthodoxe de Gießen.
Pendant la Première Guerre mondiale, la communauté juive perd sept de ses membres tués au front. En 1921, une plaque commémorative pour les morts de la communauté juive est placée dans la synagogue.
Vers 1925, la communauté juive (Israelitische Religionsgemeinde Bad Nauheim) compte environ 250 personnes, soit près de 1,7 % de la population totale d'environ 15 000 personnes. Le comité de direction de la communauté juive comprend : Emil Rosenthal, Jonas Loeb, Isidor Baumblatt, Louis Löser et Berthold Rosenthal. Le Dr. Hirschfeld de Gießen est le rabbin de la communauté et Hermann Oppenheimer le professeur et hazzan (chantre). Il donne une instruction religieuse à un total de 17 enfants dans des écoles publiques. Outre les associations responsables des installations thermales, les associations juives comprennent une Hevra Kaddisha, société du dernier devoir, chargée des funérailles et de l'aide aux personnes endeuillées; une association de femmes dont l'objectif est le soutien aux personnes dans le besoin et plus spécifiquement aux jeunes filles pauvres; une association d'hommes dont le but est le soutien aux personnes dans le besoin et aux sans-abri; une fraternité et un groupe de travail juif . Il y a aussi une bibliothèque communautaire. En 1932, le nombre de résidents juifs s'élève à environ 300. Le comité de direction est composé entre autres de MM. Emil Rosenthal, Berthold Rosenthal et Jonas Loeb. Karl Bettmann est désormais le professeur et le hazzan après le départ à la retraite d'Hermann Oppenheimer en 1929 après 50 ans de service. Karl Bettmann va rester à Bad Nauheim jusqu'à son émigration en 1939.

### La période nazie et la Shoah
Après 1933 et l'arrivée au pouvoir d'Hitler, le nombre de résidents juifs augmente temporairement jusqu'à 350 personnes, mais au cours des années suivantes, environ 250 vont émigrer notamment aux États-Unis. En 1940- 1941, les résidents juifs qui sont restés à Bad Nauheim, sont forcés de déménager et de s'installer dans la maison de retraite juive de la Frankfurter Strasse. De là, ils sont déportés en septembre 1942 : 23 personnes vers les camps polonais, 79 personnes pour la plupart plus âgées à Theresienstadt. Plusieurs résidents juifs se suicident après 1933.
Le mémorial de Yad Vashem de Jérusalem et le Gedenkbuch - Opfer der Verfolgung der Juden unter der nationalsozialistischen Gewaltherrschaft in Deutschland 1933-1945 (Livre commémoratif – Victimes des persécutions des Juifs sous la dictature nazie en Allemagne 1933-1945) répertorient 165 habitants nés, ou ayant vécu longtemps à Bad Nauheim parmi les victimes juives du nazisme.

### La renaissance de la communauté
Une nouvelle communauté juive est fondée à Bad Nauheim le 27 avril 1945 par des personnes déplacées juives (DP), pour la plupart des survivants des camps de concentration. Le premier président de la communauté, qui compte alors environ 300 personnes en 1945-1946, est Nachman Kaplan. En septembre 1947, un kibboutz pour la formation aux métiers artisanaux et agricoles est créé dans les locaux des bâtiments des 103 et 108 Frankfurter Strasse. En 1949, presque tous les PD émigrent en Israël ou aux États-Unis et le kibboutz est dissous.
De 1949 à 1953, on ignore si la communauté pourra continuer à exister. Cependant, le nombre de résidents juifs à Bad Nauheim se stabilise dans les années 1950 et 1960 autour de 130 à 150 personnes, incluant Friedberg.
Pendant les mois d'été, environ 400 curistes juifs en moyenne viennent à Bad Nauheim, après la réouverture d'un hôtel spa juif situé dans l'ancien Foyer des femmes israélites au 65 Frankfurter Straße. En raison de l'immigration de Juifs originaire de l'ancienne Union soviétique depuis les années 1970 et de plus en plus depuis les années 1990, le nombre de résidents juifs à Bad Nauheim a continué d'augmenter. En 2018, la communité juive compte 252 membres.
Bad Nauheim est le siège du Deutscher Koordinierungsrat der Gesellschaften für Christlich-Jüdische Zusammenarbeit (Conseil allemand de coordination des associations pour la coopération entre chrétiens et juifs) et de la Fondation Buber- Rosenzweig qui en attribuant chaque année la médaille Buber-Rosenzweig récompense des personnalités, des institutions ou des initiatives qui jouent un rôle significatif dans l'amélioration des relations entre juifs et chrétiens.

## Histoire de la synagogue

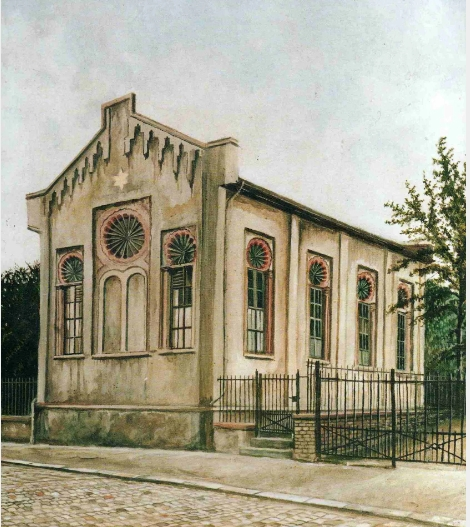
L'ancienne synagogue jusqu'en 1929

### L'ancienne synagogue
Jusqu'à la fin des années 1820, le nombre d'habitants juifs de Nauheim est trop faible pour aménager leur propre salle de prière. Les services religieux se déroule donc à Friedberg, ville distante de seulement 3,5 km
La première salle de prière de Nauheim est approuvée par le bureau du district de Hanau en 1828 à la demande de Samuel Rosenthal. Depuis 1830-1831, les Juifs de Nauheim peuvent se rassembler au 20 Burgstrasse pour la prière et le culte. Le premier hazzan (chantre) de la communauté après 1830 est David Kohn originaire de Posen (maintenant Poznań). Même dans les années 1830, en raison du petit nombre de familles juives à Nauheim, il est souvent difficile de rassembler dix hommes juifs nécessaires aux services religieux. Des renforts sont amenés à plusieurs reprises depuis Friedberg.
Après le milieu du XIXe siècle, la salle de prière s'avère trop petite pour le nombre croissant de résidents juifs et de curistes. En 1865, après de nombreuses difficultés et de longs retards, la communauté soumet aux autorités les plans de construction d'une nouvelle synagogue.
Les premiers commentaires du gouvernement de la province de Hanau concernent le style du bâtiment. Le premier projet présente des formes gothiques: fenêtres en ogive très simples avec remplage sobre. « ...cependant, la communauté synagogale doit encore considérer s'il ne semble pas plus approprié de réaliser la nouvelle synagogue dans un style correspondant au culte israélite, comme le style mauresque, plutôt que dans le style gothique utilisé de préférence pour les églises chrétiennes ». Les plans sont alors modifiés. Le bâtiment de la synagogue est construit dans un style mêlant le classicisme, le roman et, par touches, le mauresque.
En 1866-1867, la synagogue est construite entre la Karlstrasse et le 12 Alicestrasse, et peut accueillir 50 hommes et 40 femmes. Vers 1890, des objets rituels de la synagogue démantelée de la ville voisine de Steinfurth sont offerts à la synagogue.
En 1921, une plaque commémorative est placée dans la synagogue pour les sept membres de la communauté morts pendant la Première Guerre mondiale :
« Dans la maison de Dieu de la communauté juive joliment décorée, une plaque commémorative pour sept membres de la communauté morts pendant la guerre mondiale a été dévoilée lors d'un service funèbre saisissant. Le rabbin provincial Dr. Hirschfeld de Gießen a prononcé un discours commémoratif d'importance et riche en pensées, qui n'a pas manqué de faire une profonde impression sur les membres de la communauté et les représentants des autorités réunis. »
Après la construction de la nouvelle synagogue en 1929, l'ancienne synagogue de Bad Nauheim sera vendue et démolie.
Des projets de construction d'une nouvelle synagogue existent déjà avant la Première Guerre mondiale. En 1908, un fonds pour la construction d'une synagogue est fondé. En 1914, la ville met gratuitement à disposition de la communauté juive un terrain pour y construire une nouvelle synagogue.

### Construction de la nouvelle synagogue
Le déclenchement de la Première Guerre mondiale et la période d'inflation retardent le démarrage des travaux. En juin 1920, Louis Löb, membre de la communauté, peut acheter un terrain sur la Karlstrasse pour construire la nouvelle synagogue. Mais il faut attendre 1926 pour que les conditions soient réunies pour envisager la mise en œuvre de ces plans. À la fin de 1926, le public juif est informé de l’état d’avancement de ces projets :
« La communauté religieuse israélite locale a l’intention de construire une nouvelle synagogue l’année prochaine. Les coûts s'élèveront à 150 000 marks. Sur demande, la ville a fourni une garantie pour ce montant. »
La nouvelle synagogue est construite entre 1928 et 1929 par l'architecte Richard Kauffmann (en) de Francfort-sur-le-Main. Le financement est possible car le couple Baruch et Esther Kaufmann de Munich avance un prêt sans intérêt représentant le tiers du coût de construction, soit 40 000 marks-or. Le 3 octobre 1928, la première pierre de l'édifice est posée lors d'une cérémonie.
« …Une assemblée importante et de nombreux spectateurs se sont rassemblés mercredi sur le chantier de la nouvelle synagogue…pour la pose de la première pierre de la nouvelle synagogue…La cérémonie a commencé par la lecture d'un document du président de la communauté religieuse israélite de Bad Nauheim, le conseiller municipal Emil Rosenthal: « Aujourd'hui, le 3 octobre 1928, la première pierre de ce lieu de culte a été posée. L'ancienne synagogue d'une communauté religieuse vieille d'environ 160 ans a été construite en 1865 au 12 Alicenstrasse. L'augmentation constante du tourisme a amené à Bad Nauheim de plus en plus de nos coreligionnaires en quête de guérison. Depuis de nombreuses années déjà, l'ancienne synagogue ne pouvait plus offrir suffisamment de place à l'afflux de juifs fidèles à leur foi. En 1908, sous la direction de J. Loeb et J. Baumblatt, une fondation fut créée afin de rassembler des fonds pour la nouvelle construction. Mais la guerre mondiale de 1914/18 et l'inflation qui s'est ensuivie ont dévalué les fonds et la nouvelle construction a dû être reportée. En juin 1920, le conseil d'administration de l'époque, L. Loeb, J. Baumblatt et B. Rosenthal, a acheté le terrain sur lequel la synagogue est actuellement en cours de construction. Grâce à l'acte généreux de M. A. Kaufmann, de Munich, qui a prêté à notre communauté 40 000 marks sans intérêts, le projet a pu être réalisé avec l'aide des fonds existants….l'ingénieur diplômé R. Kaufmann, de Francfort-sur-le-Main, fut chargé d'élaborer les plans selon lesquels, avec l'aide de Dieu, le gros œuvre sera désormais réalisé par le maître maçon J.B. Hofmann, de Bad Nauheim ».
Le rabbin provincial Dr. Hirschfeld de Gießen a ensuite prononcé un discours de célébration profondément émouvant… Le Dr. Hirschfeld frappa ensuite les trois coups de marteau, tout comme le professeur de religion Oppenheimer et le maître maçon J.B. Hofmann, sous la direction duquel la construction est réalisée. A la fin, chaque invité a donné un coup de marteau… Ceci a conclu la cérémonie solennelle. »
L'inauguration de la nouvelle synagogue a lieu le 16 août 1929, présidée par le rabbin provincial orthodoxe Dr. Leo Jehuda Hirschfeld de Gießen. De nombreux journaux et magazines juifs allemands annoncent ou relatent la cérémonie,,. La revue Der Israelit la décrit en détail: 
« Une nouvelle synagogue à Bad Nauheim: Bad Nauheim dispose désormais d'une nouvelle synagogue, construite par l'architecte Richard Kaufmann de Francfort-sur-le-Main dans un style très sobre et très fonctionnel. C'est un rêve de longue date de la communauté de Bad Nauheim qui se réalise. Par sa conception, la synagogue est aussi un joyau de la ville. Partout dans le monde où l'on connaît et aime la station thermale de Nauheim dans le milieu juif, la nouvelle de ce nouveau lieu de culte à la place de l'ancien bâtiment, qui ne pouvait plus accueillir les fidèles en été, suscitera une grande joie. Tout comme la maison de Dieu elle-même, les bâtiments annexes, tels que les salles d'école, les salles de réunion, la petite synagogue d'hiver, ont été construits de manière magnifique et appropriée. Une mention particulière doit être faite pour le bain d'immersion qui, malgré tout le confort moderne, a été construit en respectant scrupuleusement les prescriptions de la loi.
La cérémonie d'inauguration. Vendredi, à 11 heures précises, les invités étaient réunis aux côtés des membres de la communauté dans l'ancienne synagogue pour une petite cérémonie d'adieu très simple…Monsieur le rabbin provincial Dr Hirschfeld de Gießen, a décrit en termes marquants ce que l'ancienne maison de Dieu a été pour la communauté au cours des 63 années de son existence…Une lumière s'éteint, une nouvelle lumière brille. Les sept rouleaux de la Torah ont été sortis au chant du cantor. Dehors, l'orchestre entonna des airs solennels et le cortège des porteurs de la Torah se déplaça sous un dais, suivi par les invités et les participants, et remonta la Karlstrasse jusqu'à la nouvelle synagogue.
Devant le portail, la cérémonie de remise des clés s'est déroulée au milieu de discours et de félicitations. Mlle Grete Rosenthal a prononcé un bref prologue. Le directeur de l'arrondissement a ensuite pris la parole, recommandant le nouveau lieu de culte à la protection de la ville et de la communauté, puis le maire de Bad Nauheim, Dr Ahl, a loué la paix entre les confessions. Monsieur Kaufmann, l'architecte, a souligné qu'il était heureux et fier d'avoir réalisé ici une œuvre pour sa propre communauté. Le rabbin provincial a ensuite ouvert la synagogue en prononçant des paroles de consécration. Quatre cents personnes prirent place en bas et en haut dans les sièges confortables. Un grand nombre de personnes n'ont pas pu entrer, conformément aux instructions de la police.
 La célébration commence par une chorale de garçons dirigée par le Dr. Ehrenreich chantant un baruch haba enthousiaste. Viennent ensuite l'allumage de la Lumière éternelle et les sept rondes avec les rouleaux de la Torah au son de l'ana d'. Après d'autres chants, et l'élévation des rouleaux de la Torah, M. le Rabbin provincial Dr. Hirschfeld a utilisé la chaire pour son sermon de célébration. L'orateur a souligné l'universalisme du judaïsme et son espoir pour le monde, en s'appuyant sur des passages bien connus des enseignements et des prophètes… »
L'architecte Kaufmann (1887-1958), un des adeptes du mouvement Bauhaus, écrit : Le style architectural de la synagogue se distingue par sa sobriété. Le porche dans la Karlstraße, un cube surélevé sans toit, permet au bâtiment de se détacher efficacement de la rangée de maisons d'habitation. La salle de la synagogue proprement dite se trouve à l'est de l'avant-corps. Le bâtiment se dresse sur un plan en forme de T et intègre également un mikvé et un appartement.

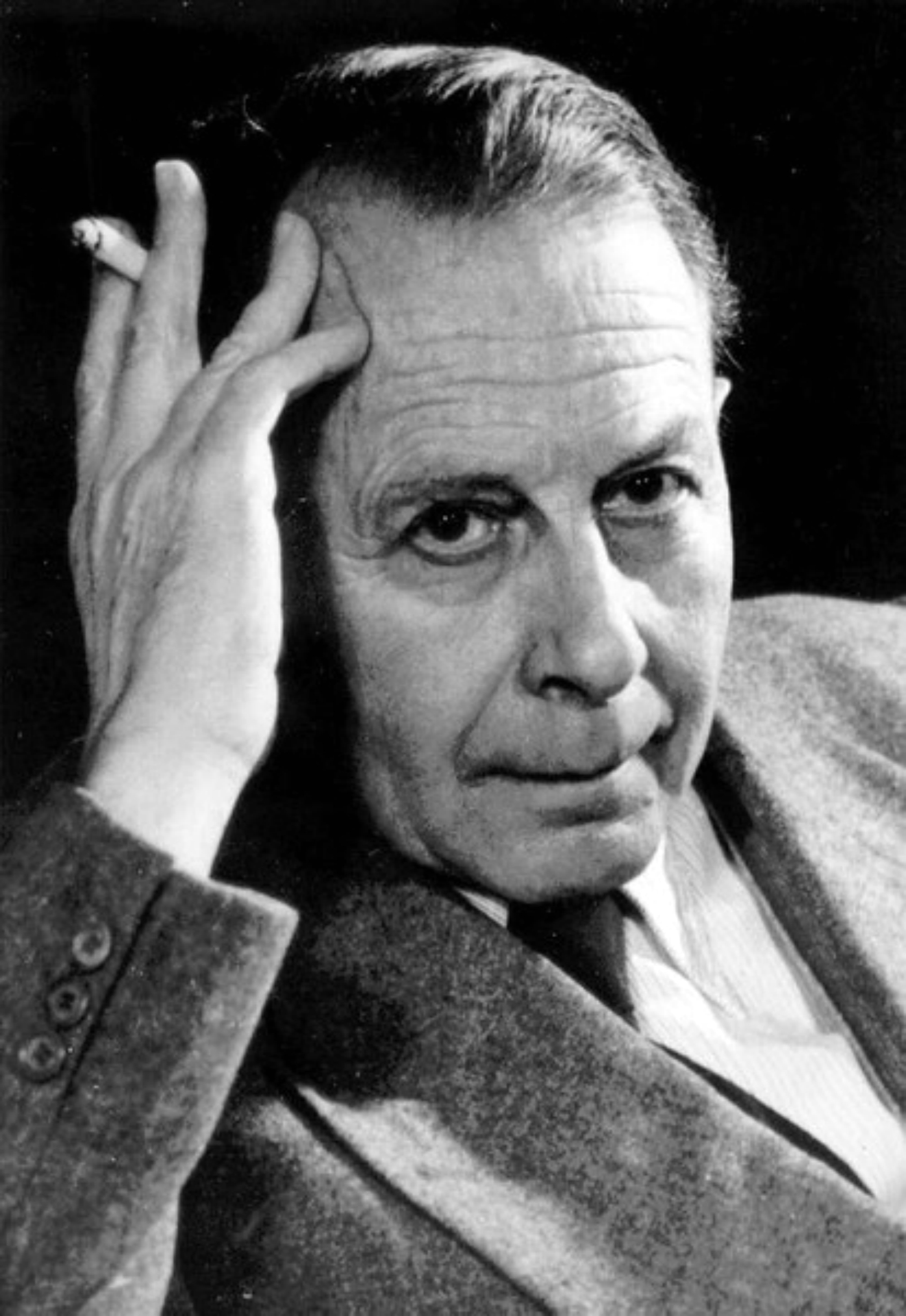
L'architecte Richard Kaufman
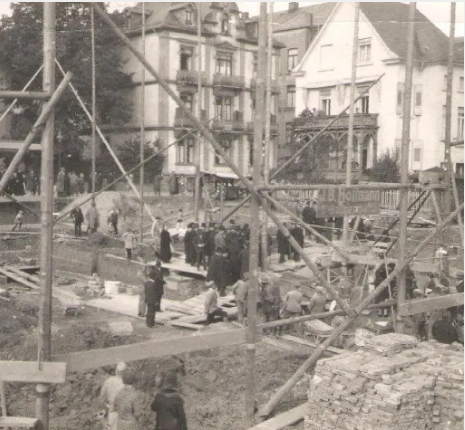
La pose de la première pierre
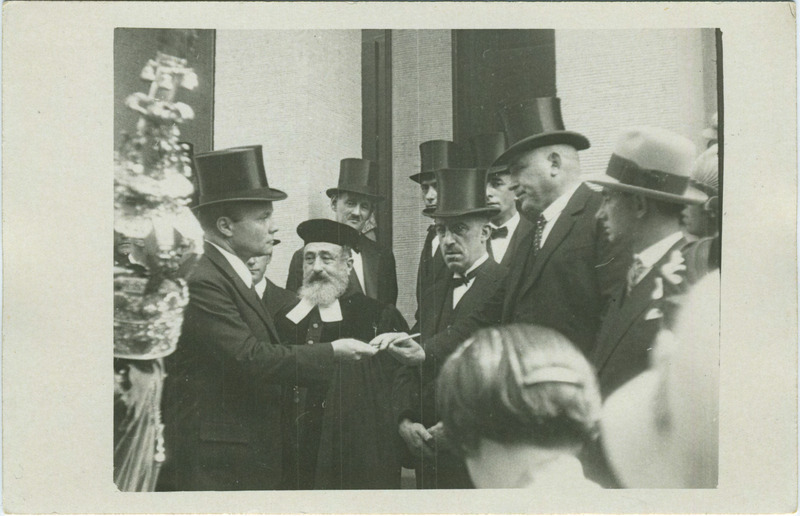
remise des clefs de la synagogue par l'architecte
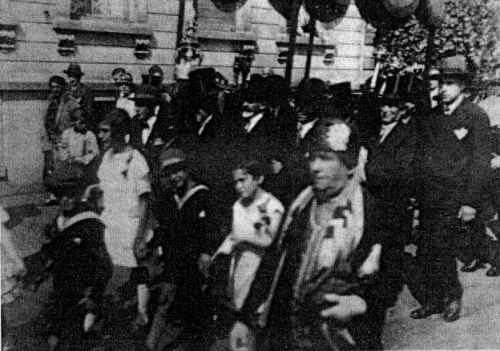
Cérémonie d'inauguration de la synagogue

Une plaque commémorative est placée dans la synagogue en l'honneur du couple Kaufmann. La plaque commémorative des soldats tombés au combat pendant la Première Guerre mondiale, fixée sur un des murs de l'ancienne synagogue a été déjà installées dans la nouvelle synagogue lors de son inauguration

### Le saccage de la synagogue
Lors de la nuit de Cristal du 9 au 10 novembre 1938, la synagogue est profanée par des hommes de la SA, les objets précieux volés et l'intérieur complètement saccagé. Un incendie qui avait été allumé a pu être éteint et le bâtiment, vieux de neuf ans seulement, a été préservé.
Käthe Bettmann, l'épouse du hazzan décrit la synagogue telle qu'elle l'a découverte le lendemain:   
« Quand je suis allée à la synagogue et à notre appartement le lendemain, j'ai trouvé une image de destruction. Les fenêtres de la synagogue étaient cassées, les portes étaient cassées, les meubles étaient déchiquetés à coups de hache, la nourriture que j'avais cachée par précaution gisait éparpillée et souillée sur le sol. C'était un spectacle terrible... Le bureau de mon mari avait été brisé en deux à coups de haches... Mme Rößler, qui n'était pas juive et qui était toujours serviable, m'a raconté les événements. .. C'est ce directeur W. de l'école primaire d'en face qui aurait même donné des haches aux élèves et les aurait incités à tout détruire... Qu'est-ce que les enfants sont censés avoir appris de cela ? »
Le 14 mars 1939, le bâtiment de la synagogue est vendu à la ville de Bad Nauheim par les représentants de la communauté juive: Albert Spiegel, Berthold Baer, Hermann Floersheim et Sally Rosenthal.
Pendant les années de guerre, la synagogue est  utilisée comme entrepôt de ferraille et de métaux lourds.

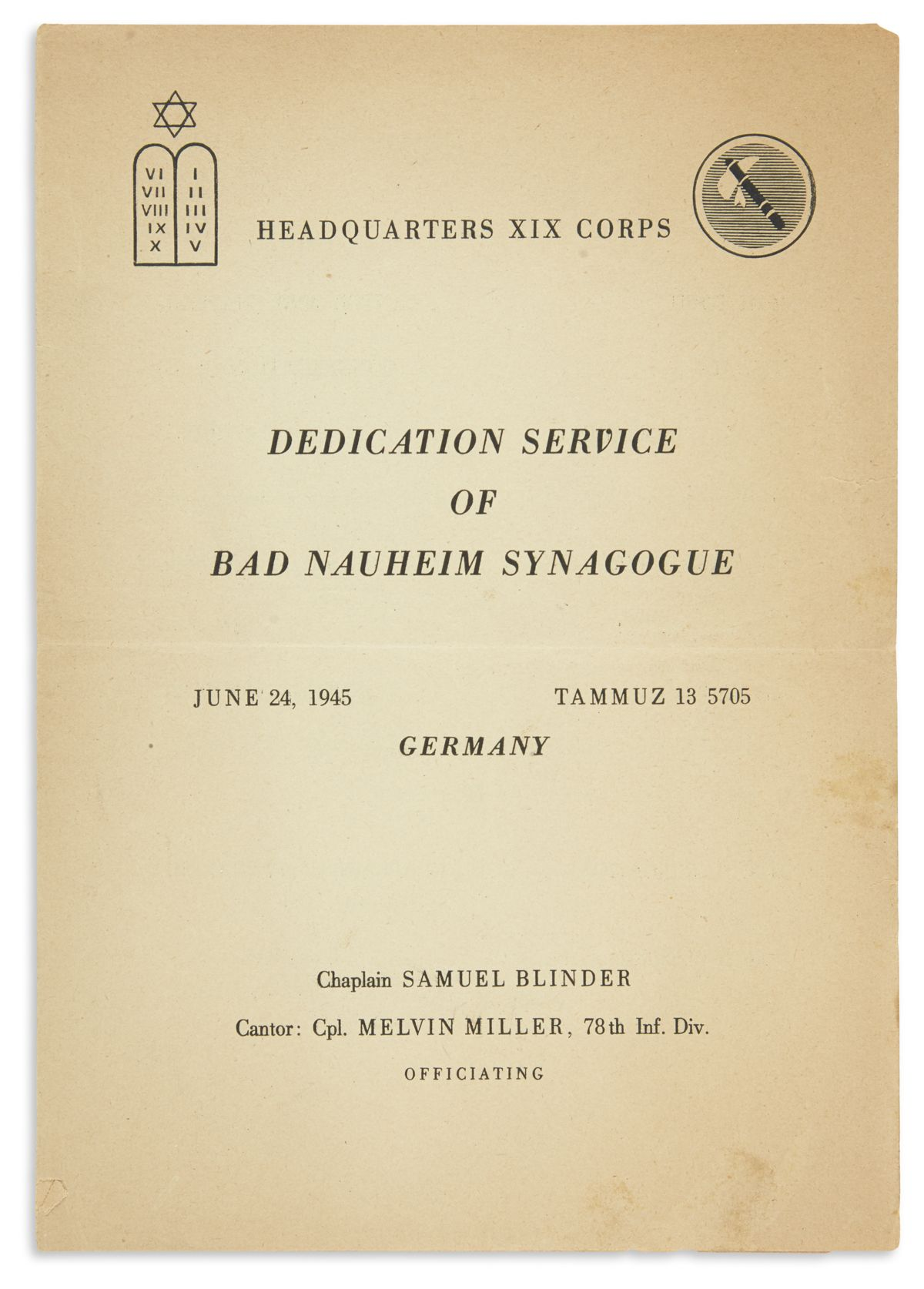
Reconsécration de la synagogue après la seconde Guerre mondiale

### Le renouveau de la synagogue
Après l'arrivée des troupes américaines le 29 mars 1945, le conseil municipal ordonne l’évacuation et le nettoyage de la synagogue des anciens nazis. Dès le 27 avril 1945, avant même la capitulation de l'Allemagne, un office se tient pour la première fois depuis l'avant-guerre, dans la synagogue avec des soldats juifs du 19e corps d'armée. L'inauguration est réalisée par l'aumônier adjoint du corps, Samuel Binder,. Parmi les présents, cinq anciens résidents de Bad Nauheim: Trois rescapés des camps de concentration, Marcus Wachtel qui est resté caché chez un aubergiste local pendant toute la guerre et un soldat américain originaire de Bad Nauheim
La communauté juive de Nauheim existe encore aujourd'hui. En 1988, la communauté compte environ 100 membres, et en 2012, après l'intégration des Juifs des pays de l'ancienne Union soviétique qui se sont installés à Bad Nauheim depuis le début des années 1990, environ 350 membres pour Bad Nauheim et tout l'arrondissement de Wetterau. Le bâtiment de la synagogue, avec ses 150 places au rez-de-chaussée et 100 places pour les femmes dans la galerie, offre suffisamment d'espace pour les curistes juifs qui sont souvent présents dans la ville.
La synagogue est entièrement rénovée vers 1960 et en 1988-1989. Le mikvé (bain rituel) est également rénové en même temps. Une nouvelle rénovation portant sur la toiture, y compris les boiseries des combles ainsi que sur la façade est effectuée en 2012-2013	
pour un montant d'environ 400 000 €. Le bâtiment est classé monument historique.
En 2024, l'officiant (hazzan) est Mr Yachin Nahmany, né en 1945 à Casablanca au Maroc, et le conseil d'administration se compose de MM Yehuda Azulay, Manfred de Vries et Viatcheslav Ifraimov.

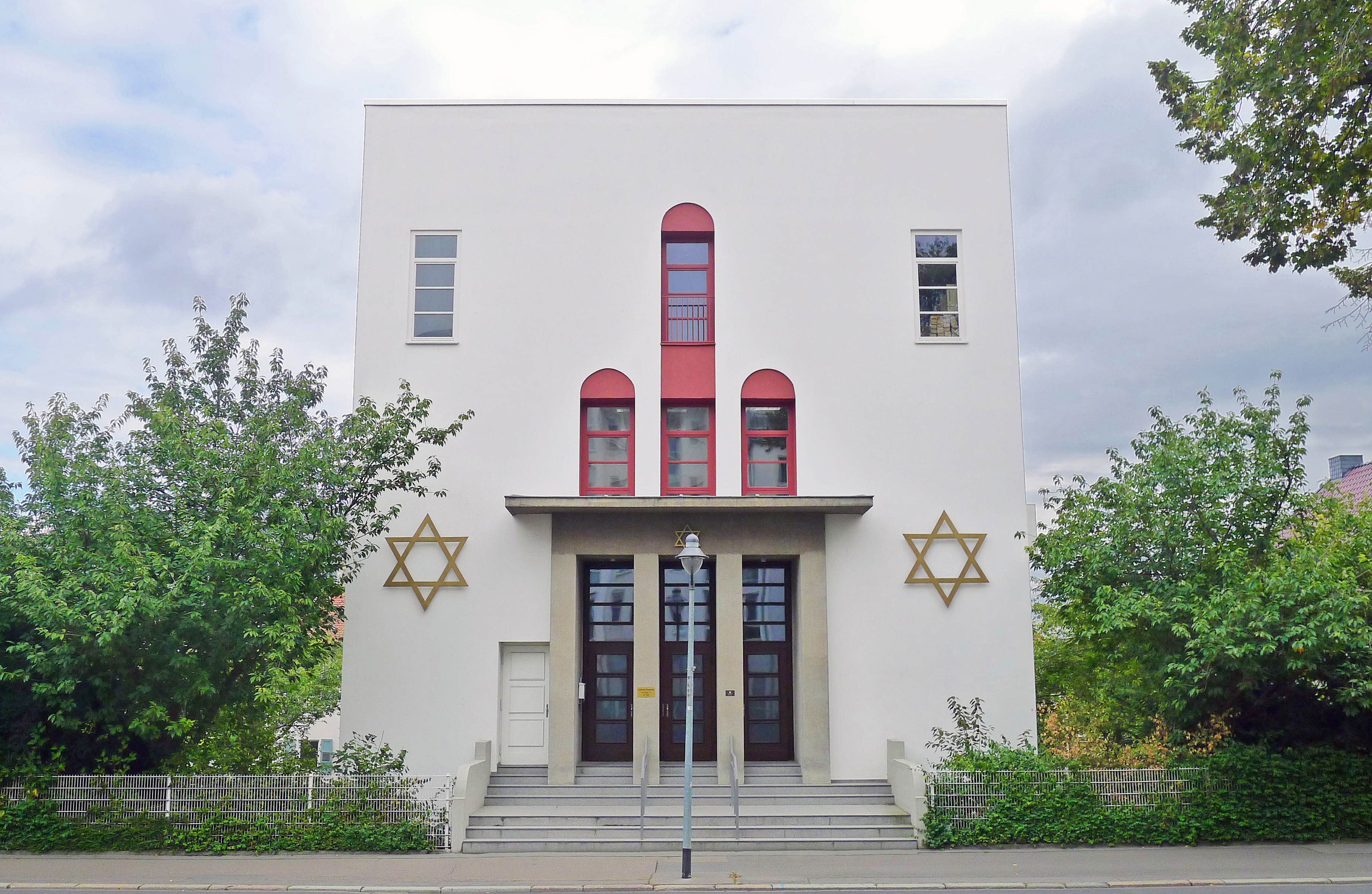
Façade avant
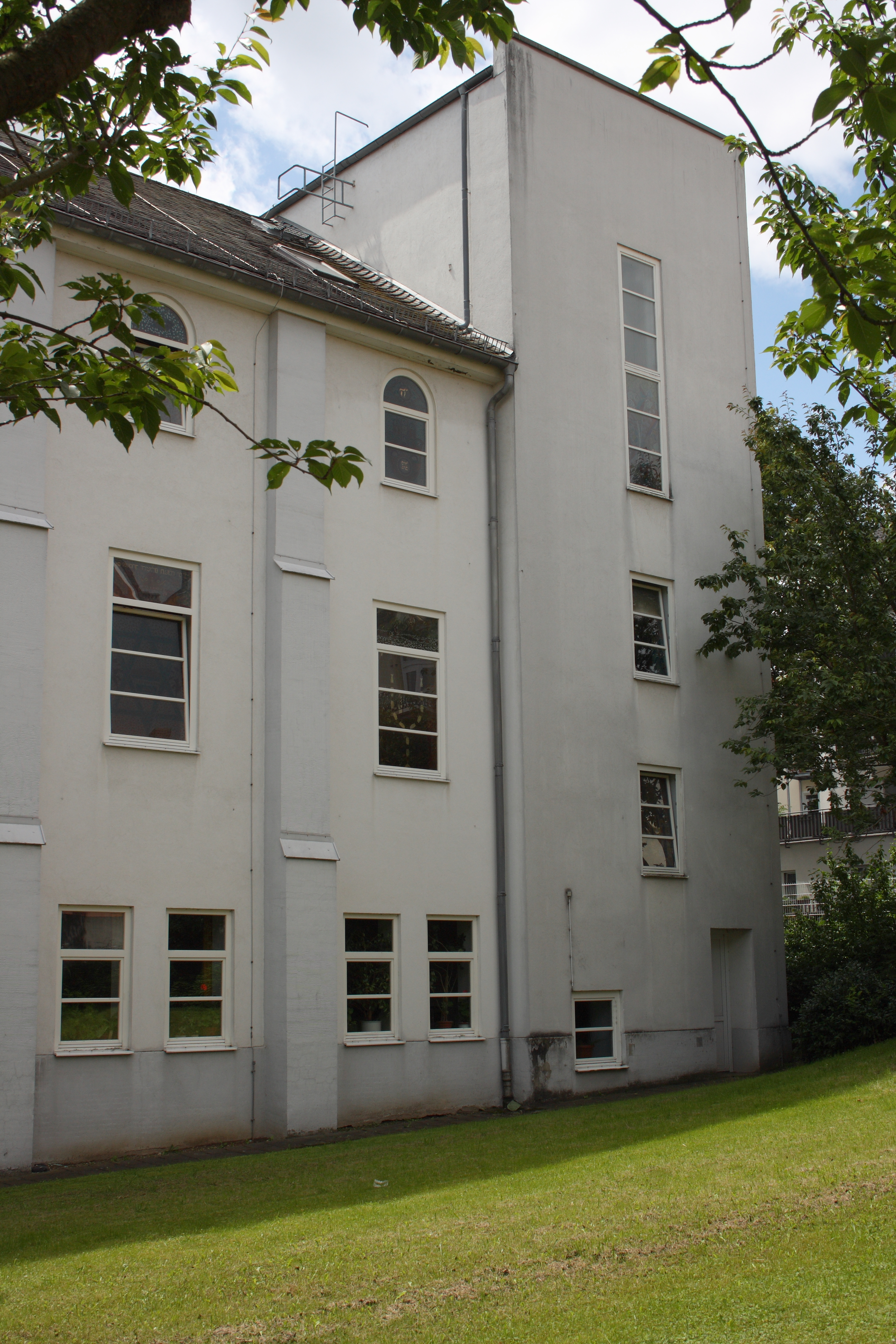
Vue latérale
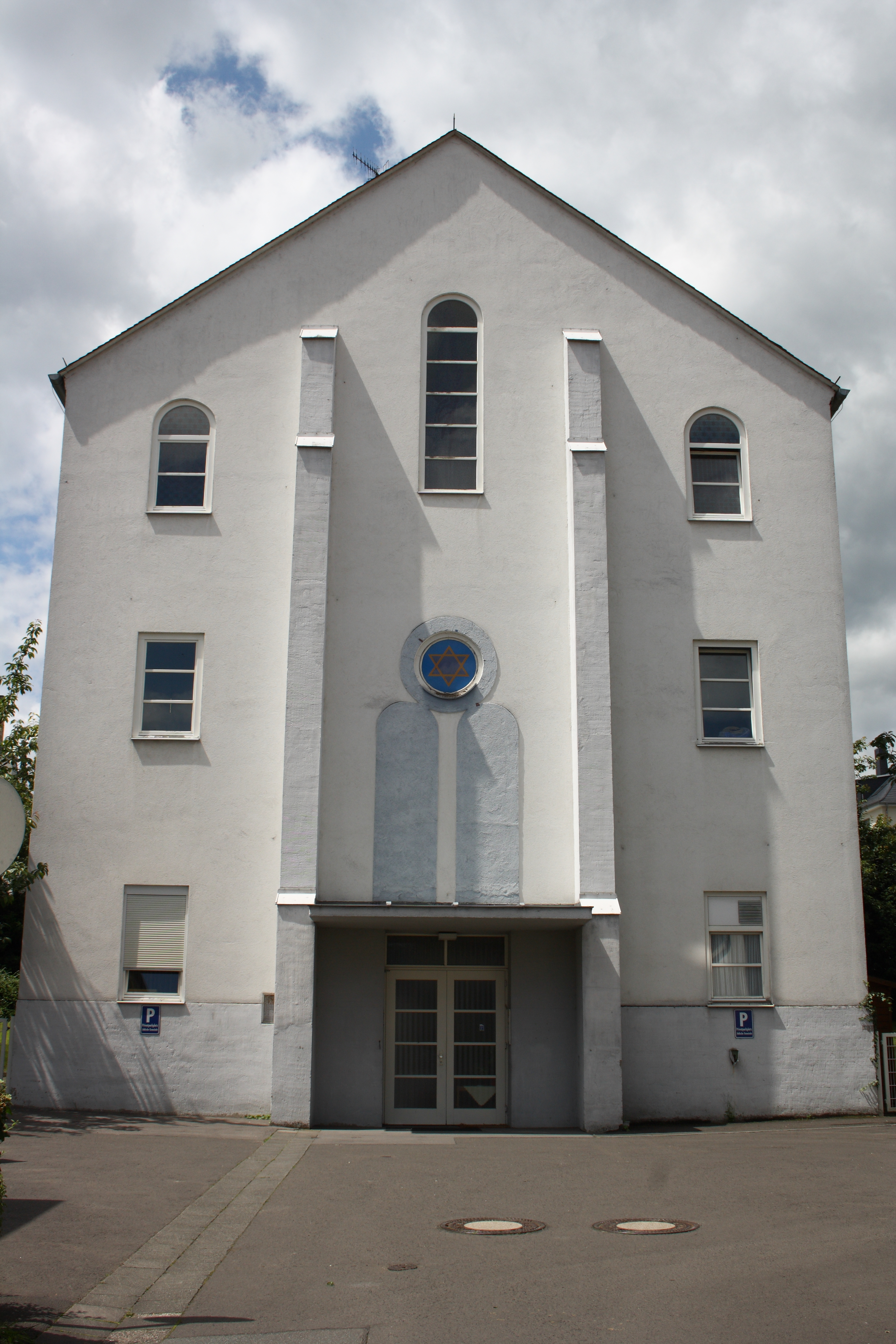
Façade arrière